# ビッセンドルフ
ビッセンドルフ (ドイツ語: Bissendorf) は、ドイツ連邦共和国ニーダーザクセン州オスナブリュック郡中部の町村（以下、本項では便宜上「町」と記述する）である。

## 地理

### 位置
ビッセンドルフは、ヴィーエン山地とトイトブルクの森との間のオスナブリュッカー・ラントに位置している。TERRA.vita 自然・ジオパークの中央部にあたる。ハーゼ川が町内を東から西に貫通している。

### 隣接する市町村
この町は、北はベルムおよびオスターカッペルン、東はバート・エッセンおよびメレ、南はヒルター・アム・トイトブルガー・ヴァルトおよびゲオルクスマリーエンヒュッテ（以上、いずれもオスナブリュック郡）、西は郡独立市のオスナブリュックと境を接している。

### 自治体の構成
自治体としてのビッセンドルフは、主に3つの大きな地区ビッセンドルフ地区、シュレーデハウゼン地区、ヴィッシンゲン地区からなる。他の地区は、いわゆる小さな農村地区である。
| 町区                        | 町区                                   | 町区                                 | 町区                           | 町区                                          |
| --------------------------- | -------------------------------------- | ------------------------------------ | ------------------------------ | --------------------------------------------- |
| アストルプ (Astrup)         | ビッセンドルフ (Bissendorf)            | ダイティングハウゼン (Deitinghausen) | アイストルプ (Eistrup)         | エラーベック (Ellerbeck)                      |
| グラムベルゲン (Grambergen) | ホルテ＝ヒムベルゲン (Holte-Himbergen) | イェッゲン (Jeggen)                  | リンネ (Linne)                 | クローンズンデルン (Kronsundern)              |
| ナトベルゲン (Natbergen)    | ネムデン (Nemden)                      | シュレーデハウゼン (Schledehausen)   | シェーレンブルク (Schelenburg) | ウプハウゼン＝アイストルプ (Uphausen-Eistrup) |
| ヴァルトマルク (Waldmark)   | ヴェルシェ (Wersche)                   | ヴィッシンゲン (Wissingen)           | ヴルフテン (Wulften)           |                                               |

## 歴史
ビッセンドルフの歴史は、後世に合併した地区によって異なっている。

### ビッセンドルフ
ビッセンドルフは、1160年に  Bissendorp として初めて文献に記録されている。この集落は、ビッセンドルフ騎士家（1182年に初めて文献に登場する）の所領であった。この騎士家は、11世紀にはすでにビッセンドルフに礼拝堂を築いた。騎士家は現在のカトリック聖ディオニシウス教会を設立した後、この村に定住したため、この荘園は周囲で唯一の騎士の居館が存在する村となった。この荘園は、狩猟権、漁業権、通行権、商業権を含むあらゆる議決に関して教会の保護管理下にあった。この貴族家は1750年頃に歴史から姿を消した。現在この地区の人口は約2,500人である。教会は数多くの文化財（初期ロマネスク様式の洗礼盤、13世紀の勝利の十字架、1500年頃の彫刻祭壇）を有している。

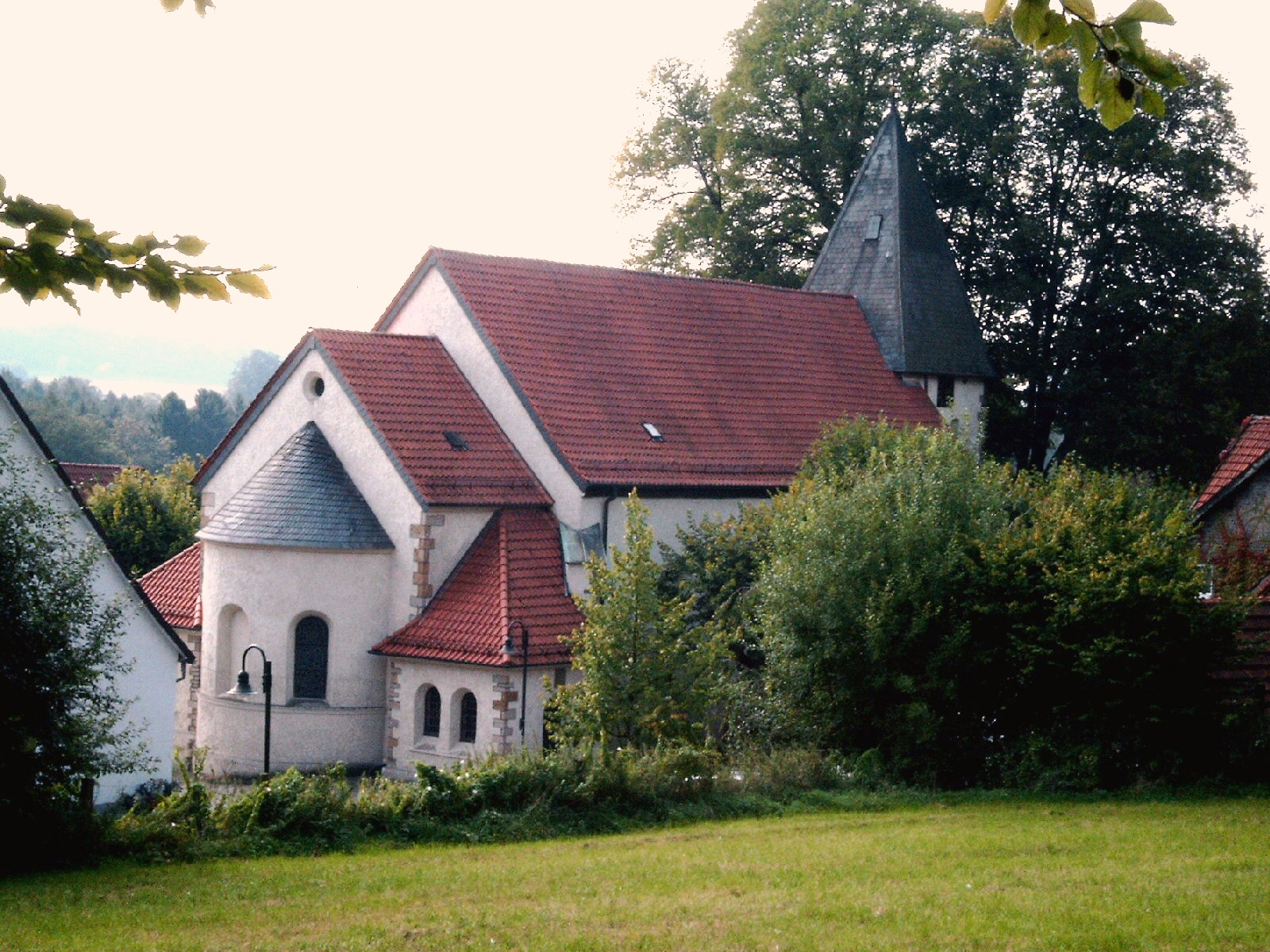
ホルテの教会

### ホルテ
ホルテ貴族家がこの同名の集落の発展に大きく関与している。この貴族家当主が建設した城砦は1147年に破壊され、再建されなかった。城趾は発掘され、見学することができる。1153年の記録が遺るホルテの教会は、ホルテ貴族家が設立したもので、守護教会でもあった。その後守護権はレーデン家が所有することとなった。レーデンブルク城の名はこの貴族家に由来する。この貴族家はホルテ家当主が所有した計34の遺領を相続した。教会周辺の集落は維持され、現在では教会集落の最も見事な例の1つとされている。教会の周辺には、荘園、司祭館、旧学校、食堂が集まっている。この教会集落は保護文化財に指定されている。

### シュレーデハウゼン
オスナブリュック司教のミニステリアーレであったシュレーデゼン家（シュレーデハウゼン家）の当主は水城を建設し、この貴族家が集落名の由来となった。この城は、シュレーデゼン家の男系家系が断絶した後、1396年に相続人となったエイーザベト・フォン・シュレーデゼンと結婚していたラボド3世フォン・シェーレを介してシェーレ家の所有となった。この時、元の城主を記念してその紋章である3つの狼用の罠が紋章に追加された。シュレーデゼン城はその後すぐにシェーレンブルクと改名された。

### 町村合併
現在の町ビッセンドルフは、ニーダーザクセン州の地域再編に伴って、ビッセンドルフ、エラーベック、ホルテ、イェッゲン、リンネ、シェーレンブルク、シュレーデハウゼン、ヴァルトマルク、ヴィッシンゲン、ヴルフテンが合併して1972年7月1日に成立した。

## 住民

### 人口推移
以下の表は、各年の12月31日時点での町域における人口を示している。
数値は、1987年5月25日の人口調査結果に基づくニーダーザクセン州統計およびコミュニケーション技術局の研究結果である。
1961年（6月6日）と1970年（5月27日）の数値は、1974年以降の町域にあたる地域の人口調査の結果である。
| 年   | 人口（人） |
| ---- | ---------- |
| 1961 | 9,897      |
| 1970 | 10,541     |
| 1987 | 12,279     |
| 1990 | 12,673     |
| 1995 | 13,498     |
| 2000 | 14,100     |
| 2005 | 14,377     |
| 2010 | 14,263     |
| 2011 | 14,253     |
| 2013 | 14,814     |

## 行政

### 議会
ビッセンドルフの町議会は 30議席で構成されている。これに町長が加わる。

### 首長
2001年からグイド・ハルフター（無所属）が町長を務めている。2014年の町長選挙では対立候補がなく、82.9 % の信任票を得た。この選挙の投票率は 54.5 % であった。

### 紋章
図柄: 金地と黒地に左右二分割。右（向かって左）は 3つの黒いオオカミ用のワナで、上に 2つ、下に 1つ配置されている。左（向かって右）は金の冠を被った獅子。
解説: オオカミ用のワナはかつてのシュレーデハウゼンの紋章（1951年2月8日にニーダーザクセン州内務大臣リヒャルト・ボロースキによって認可された）に由来する。元々はオスナブリュックの歴史に重要な位置を占める司教のミニステリアーレを務めたシュレーデゼン家（シュレーデハウゼン家、1100年以前 - 1396年）の紋章に用いられていた。銀の獅子は、ビッセンドルフ騎士家の紋章の意匠であり、旧ビッセンドルフ町の紋章であった。紋章デザインを組み合わせることにより新たなビッセンドルフ町の成立を象徴的に表現している。
旗: ビッセンドルフの町の旗は、同じ幅の黒地と金地に上下二分割。黒と金のストライプに半分ずつかかるように町の紋章が描かれている。

## 文化と見所

### 建築

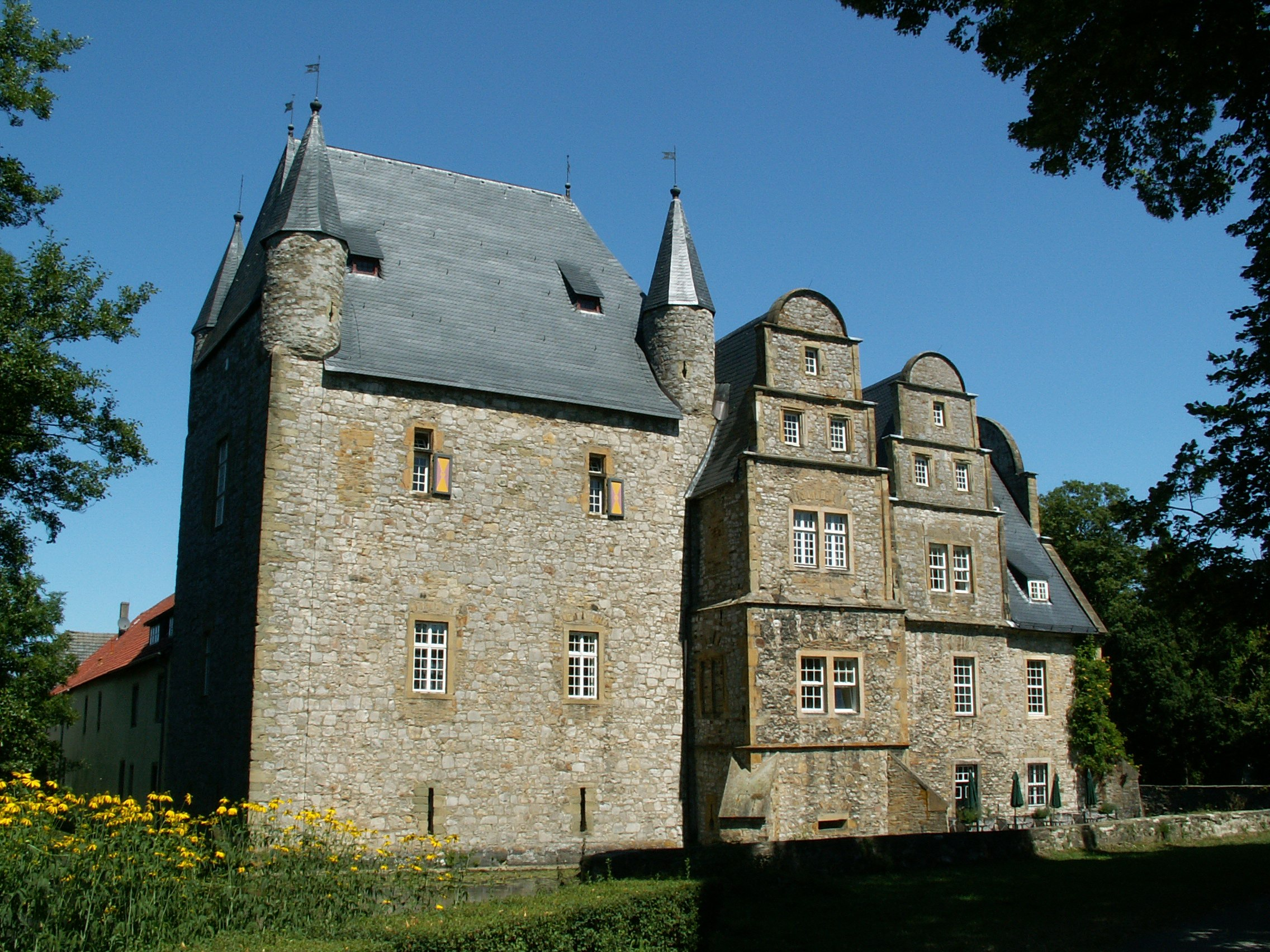
シェーレンブルク城

- シェーレンブルク城: シュレーデハウゼン地区に11世紀に設けられた水城。16世紀以降ヴェーザールネサンス建築（ドイツ語版、英語版）となっている。
- レーデンブルク城: ネムデン近郊の1627年建造の水城。
- グート・シュトックム: 1259年の騎士領荘園、1982年以降は乗馬学校を併設した乗馬場となっている。ビッセンドルフの北 3 km のナットベルガー湖畔に建つ。
- ホルター城: 1147年に破壊された山城の跡。
- イェッゲン巨石墳墓: イェッゲン地区と一部ヴルフテン地区に存在する。
- マイヤーホーフ・シュレーデハウゼン: シュレーデハウゼンの領主館。
- ホーエ・ロイヒテ・シュレーデハウゼン: 1608年頃に建造された木組み建築で保護文化財に指定されている。
- カトリックの聖ディオニシウス教区教会: 1894年 - 1895年にアレクサンダー・ベーネスによりネオゴシック様式で建設された。

- レーデンブルク城
- グート・シュトックム
- ホルター城趾
- イェッゲン巨石墳墓
- 聖ディオニシウス教会

## 経済と社会資本

### 交通

#### 道路
ビッセンドルフは、町内を東西に貫く連邦アウトバーン A30号線に接続する。インターチェンジは、ビッセンドルフ地区と、西の町境ナットベルゲン近郊にある。

#### 鉄道およびバス
ヴィッシンゲン地区にあるヴィッシンゲン駅は鉄道レーネ - ライネ線にある。旅客近郊交通としては、1時間間隔で、バート・ベントハイム - ライネ - オスナブリュック - ヘルフォルト - ビーレフェルトを運行するレギオナルバーン RB 61「ヴィーエンゲビルクスバーン」が発着する。鉄道には NRW料金が適用される。
地方バスは、ビッセンドルフとオスナブリュックおよびメレとを結んでいる。オスナブリュック郡のバス交通にはオスナブリュック交通会社の運賃が適用される。

### 教育
- 基礎課程学校: ビッセンドルフ、シュレーデハウゼン、ヴィッシンゲン
- ギムナジウム部門を併設したオーバーシューレ・アム・ゾンネンゼー